# Красное (усадьба, Москва)
Усадьба Кра́сное (также Кра́сное Па́хово, Кра́сная Пахра) — бывшая подмосковная усадьба на территории села Красное близ Красной Пахры в Троицком административном округе Москвы (до 1 июля 2012 года в составе Подольского района Московской области).
До 1917 года в состав усадьбы входил главный дом, церковь Иоанна Богослова, хозяйственные постройки, регулярный парк и пруды. Последней владелицей усадьбы являлась вдова русского государственного деятеля С. Ю. Витте графиня Мария (Матильда) Ивановна Витте.

## История
Село известно с 1535 года по документам Симонова монастыря под названием Зубцово, Зубцовская. Сохранилась грамота от 1535 года о наследстве умершего владельца деревеньки Гавриила Пахова. Какое-то время Красное было монастырской вотчиной. Но затем эти земли отходят в опричнину Ивана Васильевича. «Государево именьице — сельцо Красное на реке Пахре», — так было записано в описях дворцового имущества Ивана Грозного.

### XVII век
По Писцовым книгам в 1627—1628 годах село принадлежало князю Ивану Черкасскому. «В сельце двор боярский с деловыми людьми и двор конюшенный». В 1646 году Красное унаследовал племянник Черкасского, Яков Куденетович. От него через два года село перешло к князю Илье Милославскому, затем, в 1668 — к его племяннику Ивану. 

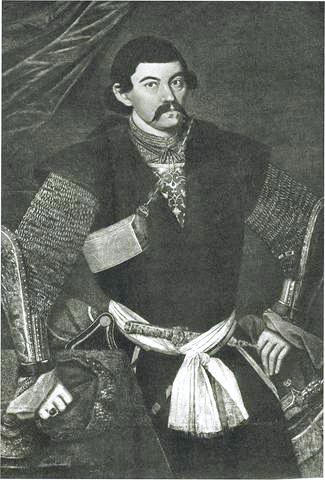
Александр Арчилович (1674—1711), первый в истории России генерал-фельдцейхмейстер

 Дочь И. М. Милославского Феодосья Ивановна в 1686 году вышла замуж за грузинского царевича Александра Арчиловича, представителя древнейшего царского рода Багратионов. Царевич, сверстник Петра I, принимал участие в потешных играх царя, а затем стал его доверенным лицом и помощником.
После смерти неугодного Милославского и внезапной кончины его дочери, Петр I именным царским указом закрепил все их движимое и недвижимое имущество за Арчилом II и его сыном с правом наследственного владения. Таким образом в 1695 году усадьба перешла к Александру Арчиловичу. В ноябре 1700 года царевич попал в плен во время битвы при Нарве и до самой смерти (1711) находился в Швеции под арестом. Тело царевича было перевезено в Москву и захоронено под алтарем Большого собора Донского монастыря.
При Арчиле II в усадьбе на высоком холме был построен двор вотчинников, в 1703-1706 гг. по обещанию своему сыну царь Арчил II возводит церковь Иоанна Богослова.

### Миф о «Салтычихе»
В советской популярной литературе считалось, якобы между 1756 и 1801 годами хозяйкой усадьбы была Дарья Салтыкова, известная под прозвищем Салтычиха, и её потомки. Это тем более странно, что в классической работе Холмогоровых фамилия Салтыковых появляется только с 1816 года.
Современные исследователи, основываясь на архивных источниках, опровергают это предание. Достоверно установлено, что князья Дадиани владели усадьбой до 1801 года, а семья «Салтычихи», о которой рассказывают некоторые издания, никогда не владела этим селом. Главными ее жертвами стали крестьяне Верхнего Теплого Стана — большую часть злодеяний она совершала в своей подмосковной усадьбе «Троицкое» (ныне поселок Мосрентген).
Миф о Салтычихе в Красном, который до сих пор живописуется в многочисленных туристских путеводителях и интернете, не имеет под собой никакого основания.профессор А. Г. Бурмистров

### XVIII век
После смерти царевича Александра в 1711 году Красная Пахра перешла к его родной сестре, царевне Дарье Арчиловне. По ее завещанию в 1728 году имение унаследовала её племянница Софья, дочь царевича Александра, бывшая замужем за князем Егором Леонтьевичем Дадиани.
У них родилось трое сыновей, Михаил (1724—1768), Пётр (1716—1784), Николай (1712—1752) и дочь Елизавета.

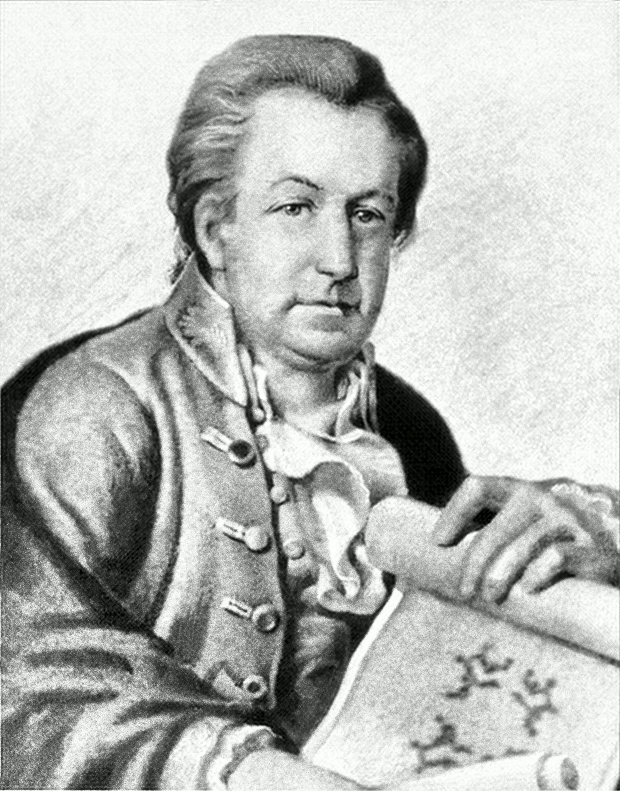
Егоров Пётр Егорович

В семье Егора Леонтьевича Дадиани получил домашнее образование известный архитектор Пётр Егорович Егоров, в 1755 году с рекомендацией князя приехавший в Петербург: учиться «архитектурной науке». Высказывается предположение, что перестройку усадьбы Красное, где часто и подолгу бывал будущий архитектор, осуществлял именно П. Е. Егоров. Усадебный ансамбль с симметрично-осевой планировкой сформировался в эпоху барокко, к этому же периоду относится регулярный липовый парк с копаными прудами геометрической формы.
В 1765 году, после смерти князя Е. Л. Дадиани усадьба Красное перешла во владение его среднего сына — капитана артиллерии Петра. Согласно экономическим примечаниям к планам генерального межевания 1767 года село Красное Пахово с деревнями Софьино, Страдань, Слободка и Горки принадлежало Петру Егоровичу Дадиани.
Единственный сын Петра Дадиани, Александр Петрович Дадиани (1753 — 26 января 1811) отставной капитан артиллерии, владел усадьбой с 1786 года. Был женат на княжне Анне Левановне (Леоновне) Грузинской (1753—1812), внучке царевича Бакара Вахтанговича.
В 1791—1794 годах князь Александр Дадиани был депутатом дворянства Подольского уезда, в 1794 году — предводителем дворянства того же уезда. 23 июня 1801 года, при утверждении шестой части Гербовника, род Дадьяновых был внесен в русские родословные книги.
На стыке XVIII—XIX веков усадьба от рода князей Дадиани перешла к семье князя (в то время графа) Н. И. Салтыкова, на протяжении всего XIX века вплоть до 1913 года усадьбой владел род князей Салтыковых.

### XIX—XX века

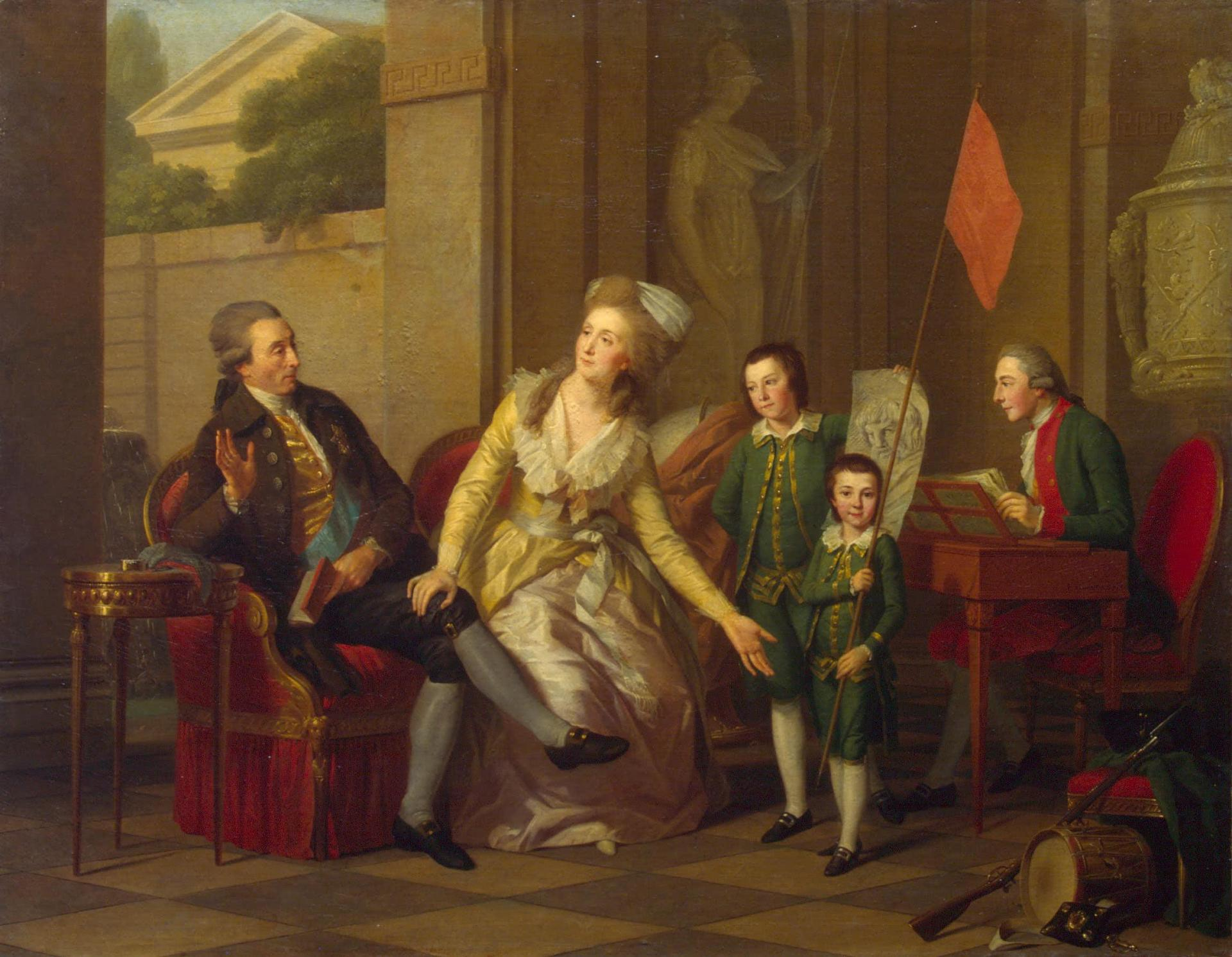
Генерал-фельдмаршал Н. И. Салтыков
с женой и сыновьями Дмитрием (1767—1828) и Александром (1775—1837)

Красная Пахра связана с одним из эпизодов Отечественной войны 1812 года — знаменитым Тарутинским марш-манёвром фельдмаршала Кутузова. После демонстративного отхода из Москвы по Рязанской дороге 4 сентября (по старому стилю) главные силы русской армии проследовали на запад, 7-го — прибыли в Подольск, а 9-го — в район Красной Пахры на старой Калужской дороге. Пока арьергард увлекал за собой французское войско, русская армия заняла стратегически наиболее выгодное положение у села Тарутино.
В сентябре 1812 года штаб Кутузова размещался в главном доме усадьбы. Роберт Томас Вильсон вспоминал в своих дневниках: 
Через 7 дней прибыли к главной квартире в Красной Пахре, что в 32 верстах от Москвы по Калужской дороге. Князя Кутузова я нашел в величественном дворце графа Салтыкова, где мне отвели место, предназначенное скорее для лета, нежели осени, но ничуть не хуже, чем у моих спутников. Излишне перечислять полученные нами знаки внимания и доброты, являвшие собою череду щедрых и лестных одолжений.
Воспоминания о событиях войны 1812 года встречаются и в дневнике кавалерист-девицы Дуровой: 
Теперь мы живем в Красной Пахре, в доме Салтыкова. Нам дали какой-то дощатый шалаш, в котором все мы (то есть ординарцы) жмемся и дрожим от холода».
Месяцем позже, во время отступления французской армии, главный дом усадьбы использовал для ночлега Наполеон. Тогда разведывательный отряд под началом адъютанта Кутузова Алексея Кожухова проник в Красную Пахру и захватил в плен французского офицера, хранившего важные документы.
После смерти князя Н. И. Салтыкова в 1816 году усадьба Красное перешла в совместное владение его сыновей — Дмитрия, Александра и Сергея Салтыковых. В дальнейшем единоличным владельцем усадьбы стал Александр Николаевич — известный дипломат, заместитель министра иностранных дел России и член Государственного совета. Был женат на Наталье Юрьевне Головкиной, по императорскому указу от 20 июля 1845 года получившей право именоваться княгиней Салтыковой-Головкиной. Эту двойную фамилию носили и её дети от брака с А. Н. Салтыковым.

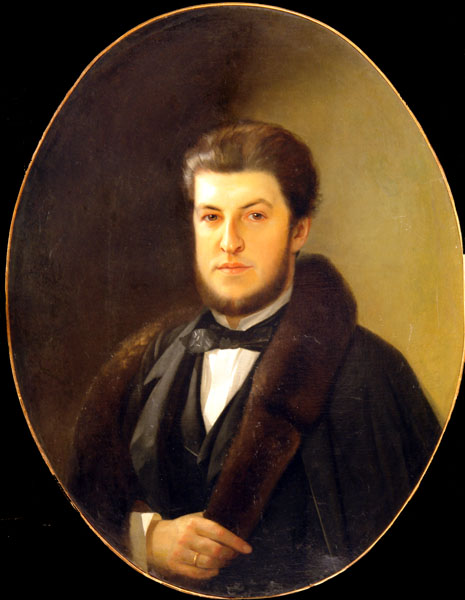
Портрет светлейшего князя
А. А. Салтыкова-Головкина
(1824—1874).
Художник Рокачевский А. E.

В 1852 году владельцами Красного Пахова были светлейшая княгиня Наталья Юрьевна Салтыкова-Головкина и её сын Алексей Александрович (22.08.1824—5.12.1874), действительный статский советник (1868), подольский уездный (1851—1853), белгородский уездный (1856—1865), курский губернский (1865—1871) предводитель дворянства, почётный попечитель Курской гимназии,  почётный попечитель Курской мужской гимназии и Белгородского женского училища. При них в усадьбе числилось 73 крестьянина — 37 мужчин и 36 женщин.
В 1874—1885 годах усадьбой владела вдова князя, светлейшая княгиня Вера Ивановна Салтыкова-Головкина (1832—1885), фрейлина Александры Фёдоровны (с 1849 года), известная московская благотворительница, дочь московского обер-полицмейстера, члена Московского художественного общества И. Д. Лужина. Некоторые исследователи утверждают, что фигура Веры Лужиной запечатлена на картине А. К. Саврасова «Вид окрестностей Москвы» (1850). Председательница Дамского попечительного комитета о тюрьмах, Московского дамского попечительства о бедных по Мясницкому отделению, член Общества поощрения трудолюбия, Красного креста, создательница Общества для оказания пособия несовершеннолетним преступникам, освобождённым из места заключения, она скончалась на 53-м году жизни в своей подмосковной деревне Красная Пахра, где была основательницей и попечительницей местной сельской школы. Похоронена в Донском монастыре.
В 1898—1913 годах усадьбой владела дочь В. И. Салтыковой-Головкиной, святлейшая княжна Екатерина Алексеевна Салтыкова-Головкина (?—1914), фрейлина Марии Александровны (с 21 октября 1876 года), активный член Общества ревнителей исторического просвещения, член правления Московского местного дамского комитета Российского общества Красного креста, попечительница земской школы в Красной Пахре. Являлась дарителем Румянцевского музея, передавала в его собрание живопись и документальные материалы. В Москве сохранились отдельные постройки её усадьбы на ул. Пречистенка, дом 5. Владелица села Долгоруково Пензенской губернии .

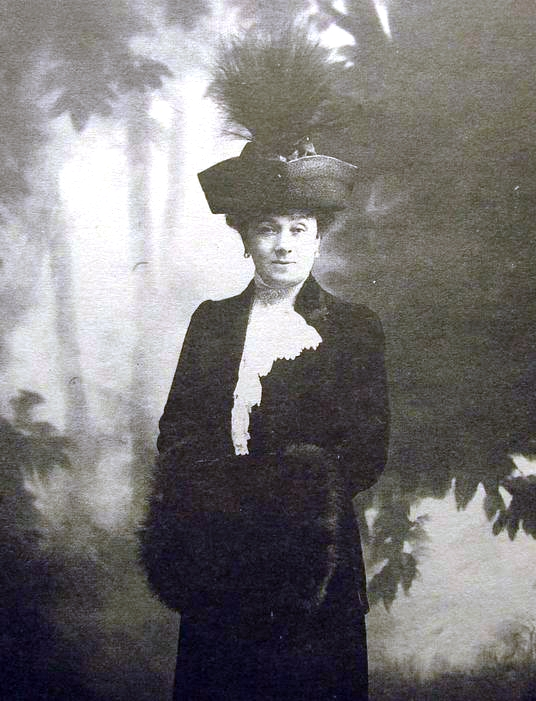
Графиня М. И. Витте на фотографии Карла Буллы (1905)

В 1913 году усадьба была куплена министром финансов правительства царя Николая II Сергеем Юльевичием Витте. Известны бланки с логотипом его жены, последней владелицы усадьбы: «Красно-Пахорская Контора ея сиятельства графини Марии Ивановны Витте». Сохранилось одно из последних писем Матильды к графу Сергею Шереметьеву, подписанное «Красная Пахра, 28 мая 1916».
После 1917 года часть хозяйственных построек усадьбы заняли мастерские медно-арматурного завода Тимофея Петровича Простова, расположенного в соседнем селе Былове. В 1920-х годах в здании бывшей конюшни размещалась арматурная мастерская с литейной.
После войны в здании имения помещались райком и райисполком, все органы власти и управления. В церкви был районный дом культуры. В приделе церкви помещалась типография. В деревянных домиках вокруг — все районные учреждения. Парк был благоустроен и ухожен, в нем проходили все массовые мероприятия райцентра.
В феврале 1980 года главное здание передали Краснопахорскому авторемонтному заводу для размещения в нем профилактория, затем, ЦКБН г. Подольска для устройства в здании базы отдыха Бюро, с правом внутренней перепланировки.
Затем усадьба переходила из рук в руки, а с середины 1990-х до начала 2000-х годов стояла в запустении, подвергаясь актам вандализма.

### XXI век
В 1990-е годы владельцем усадебного дома и его участка стал российский предприниматель Сергей Гильварг, который внёс огромные средства на его реставрацию и реконструкцию садово-паркового ансамбля. Главный дом усадьбы в 2005—2010 годы был реконструирован, надстроен мандсардный третий этаж, изменена лестница, ведущая в парк.
По состоянию на 2017 год территория усадьбы поделена между разными организациями и разделена заборами. Рядом с главным домом находится детский санаторий «Солнышко», флигель занимает местная милиция.
Свободного доступа в усадьбу нет, периодически её территорию посещают участники блог-туров. Согласно объявлению на воротах усадьбы, каждую последнюю пятницу месяца территорию можно посетить, записавшись по указанному телефону.

Церковь Иоанна Богослова в Красном, первая половина XX века

## Церковь
Церковь Иоанна Богослова была построена на территории усадьбы в 1706 году по заказу отца имеретинского царевича Александра — грузинского царя Арчила Вахтанговича Багратиони. Кирпичный храм, принадлежащий к распространённому типу «восьмерик на четверике», изначально имел небольшую трапезную и южный придел. В XIX веке к северной части церкви пристроили придел и притвор с парными колокольнями в стиле ампир.
В 2012 году был создан фонд «Возрождение церкви Иоанна Богослова в селе Красном». В числе его основателей — национальный фонд «Возрождение русской усадьбы» и общественный деятель и предприниматель С. И. Гильварг.

## Парк
В первой половине XVIII века в усадьбе был разбит регулярный парк. В экономических примечаниях к планам генерального межевания 1767 года значится: «Село на правых берегах реки Пахры и реки Страданки, с церковью, господским домом каменным и при ком сад регулярный с плодовыми деревьями». От овальной поляны перед главным домом были проложены лучевые липовые аллеи, постепенно переходящие в лес, который на северо-западе спускается к Пахре. На территории парка были выкопаны пруды геометрически правильных форм. Пруды соединялись между собой каналами и, помимо декоративной функции, служили также садками для живой рыбы.
В середине XX века излучина реки была искусственно отведена от усадьбы, что привело к зарастанию и частичному засыханию прудов, изменению флоры территории, формированию лесных насаждений. Еще в 1992 году ботаники отмечали состояние парка в Красном как удовлетворительное и настоятельно рекомендовали взять его под охрану.
В 1976—1990 годы на территории парка строился дом творчества Союза кинематографистов СССР «Красная Пахра», который не был введен в эксплуатацию, долгое время стоял в руинах. В 2001 году дом творчества «Красная Пахра» был продан фирме «Контакт-плюс».
Остатки старинной оранжереи Салтыковых с метровыми кирпичными стенами, с подвалом, из которого вели два подземных хода к реке и церкви, были снесены в 2014 году при строительстве курорта «Амакс — Красная Пахра». Сохранился только круглый прудик рядом, служивший для полива оранжереи Салтыковых.